# سعید وزیری
سعید وزیری مدرس، محقق و نویسنده و دبیر بازنشسته ایرانی است. 

## زندگی
در سال ۱۳۱۸ در ورامین دیده به جهان گشود. تحصیلات ابتدایی و متوسطه را در ورامین و شهر ری به پایان رساند. در سال ۱۳۳۸ به استخدام وزارت فرهنگ درآمد. وی به مدت ۳۵ سال خدمت کرد. مدتی را در دبستان‌های دماوند آموزگاری کرده مدتی را هم مدیر دبستان، مدیر راهنمایی بود. وی در تمام دوره‌های مختلف از دبستان تا دانشگاه تدریس کرد، در سال ۱۳۷۳ باز نشسته شد. پس از باز نشستگی کارهای فرهنگی خود را ادامه داده تدریس در دانشگاه، معاونت دانشگاه در امور مدارس سما. عضو هیئت علمی دانشکده فرهنگ و هنر (۲ سال) عضو اتاق فکر پژوهشگاه وزارت آموزش و پرورش مدرس و داور داستان‌نویسی از سال ۱۳۷۵ تا۱۳۸۸ در همایش‌های کشوری دانش آموزی، شرکت در همایش‌های ادبیات داستانی وزارت فرهنگ و ارشاد اسلامی به عنوان داور مدعو، مدرس یا سخنران. علاوه بر این وی از سال ۱۳۴۷ تا کنون بیش از ۱۵۰ مقاله و ۳۰ عنوان کتاب در زمینه تاریخ، میراث فرهنگی، ادبیات و داستان‌نویسی منتشر کرده‌است. از دیگر فعالیت‌های وی باید مسئولیت انتشارات واج را نام برد که از سال ۱۳۷۷ تا کنون به چاپ و نشر مشغول است. کتاب «آوای اندیشه» حاصل گفت‌وگوی فرامرز مولایی با استاد است که در سال ۱۴۰۱ توسط انتشارات کوشش پاینده به چاپ رسیده است.

## تقدیر
به بهانه رونمایی از کتاب تک درخت کویر در تاریخ هفتم آذرماه نود و دو در مراسمی از ایشان تقدیر به عمل آمد.
ایشان همچنین در اردیبهشت سال ۱۳۹۴ به عنوان نویسنده و مسن‌ترین معلم شهرستان ری مورد تقدیر قرار گرفت.

## آثار
1. شخصیت
2. تب بلوغ
3. شهر مرموز
4. قهوه‌خانهٔ سرگذر
5. آفتاب لب بام (برندهٔ جایزهٔ کتاب برتر)
6. کوچ پاییزی (داستان بلند)
7. خانه، کوچه، مدرسه (داستان بلند)
8. مدرسهٔ آبعلی (داستان بلند)
9. تابستان تلخ (داستان بلند)
10. خواستگاری (داستان بلند)
11. خاتون معارف ایران (داستان بلند)
12. سفر به روزگار جوانی (داستان بلند)
13. کلاس گمشده (مجموعه داستان کوتاه)
14. تهمینه در مه (آماده برای چاپ)
15. گلبانو / انتشارات کوشش پاینده

### در زمینه ادبیات (پژوهش‌های ادبی)
1. تاریخ ورامین
2. سیری در منطق
3. شاهنامه و فردوسی از نگاهی دیگر (در پنج جلد، در دست اقدام)
4. ادبیات داستانی از باستان تا مشروطه
5. حکایت نامه‌ها
6. گزیدهٔ شاهنامه
7. برج آرامگاهی علاء الدوله
8. جشن‌های کهن ایرانی
9. شاهنامه و فردوسی از نگاه دیگر (اسکندر)
10. نقش مولانا در تهذیب زبان فارسی
11. آشنایی با مدرسهٔ دارالفنون
12. تاریخ مدارس دختران
13. آشنایی با زبان خاک و خشت (معماری سنتی در ایران)
14. ورامین در قلم هنر و اندیشه
15. ورامین در آیینه تاریخ معاصر
16. برج آرامگاهی علاالدوله

### درزمینهفلسفهومنطق
۱. سیری در منطق

### سفر نامه‌ها
1. دیداری از اویرک
2. از کعبهٔ عالم تا کعبهٔ آدم (سفرنامهٔ حج)
3. در هوای خورشید (سفرنامهٔ سوریه)
4. سفر به کشور شیرین (آماده برای چاپ)
5. از ورامین تا آذرگشسب